# Stirnbinde (Heraldik)
Die Stirnbinde oder Stirnband ist in der Heraldik eine gemeine Figur, die selten ohne den menschlichen Kopf dargestellt wird. Bevorzugt sind Köpfe mit dunkler Hautfarbe, die in der Heraldik als Mohr oder Mohrin beschrieben werden. Sardinien hatte ab dem 14. Jahrhundert vier Köpfe ohne Stirnband in der Fahne, ab 17. Jahrhundert trugen diese dann eine Stirnbinde.
Die Darstellung der Stirnbinde oder Stirnband erfolgt als enganliegendes Band zum Ordnen der Haare oder mit flatternden Bandenden. Die Farbe kann alle heraldische Tinkturen annehmen, aber Gold und Silber ist bevorzugt.

Wappen von Korsika
Rotes Stirnband im Pappenheimer Wappen
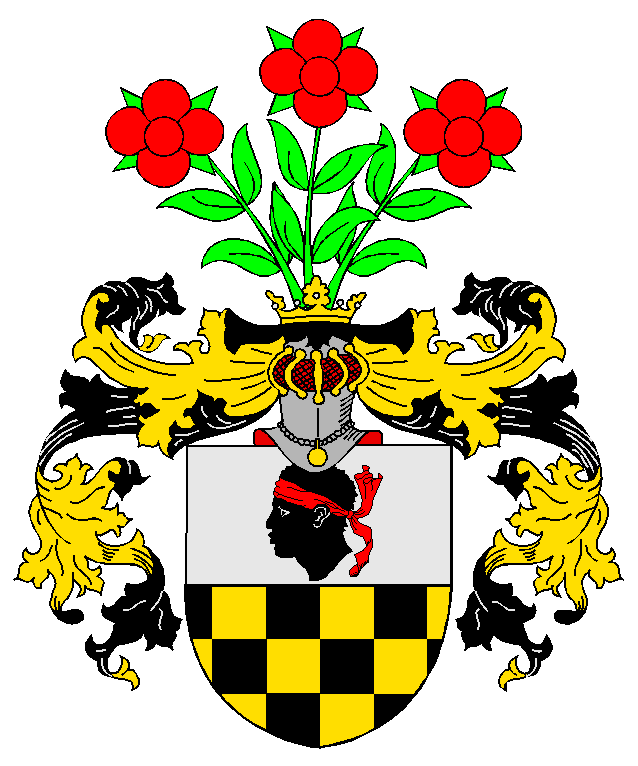
Zozenow (Adelsgeschlecht) rotes flatterdes Stirnband
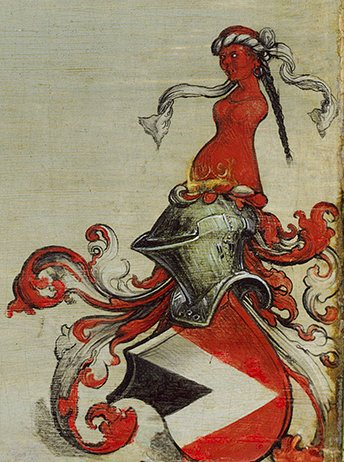
Wappen der Haller von Hallerstein, gemalt von Albrecht Dürer: Mohrin als Helmzier, mit Stirnbinde
nur die Stirnbinde im Wappen Nałęcz, eine polnische Wappengemeinschaft
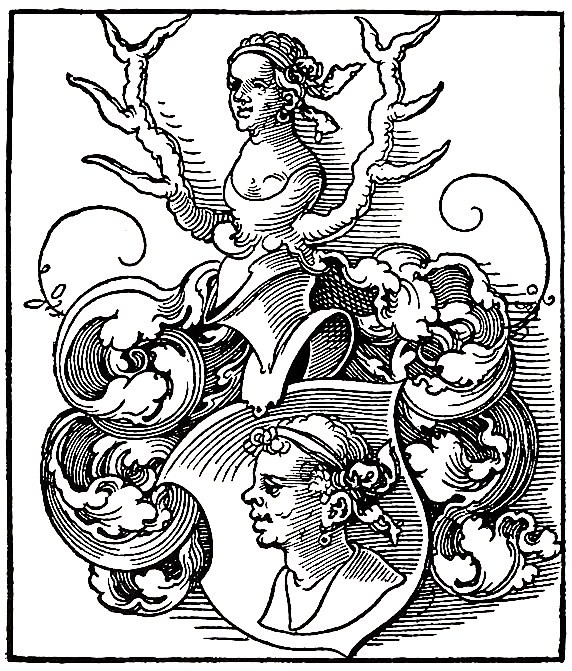
Redendes Wappen des Hartmann Maurus († 1537): Mohrenkopf mit Stirnbinde
Wappen des  Adelsgeschlechtes Münchow, drei Köpfe mit goldenen flatternden Stirnbändern
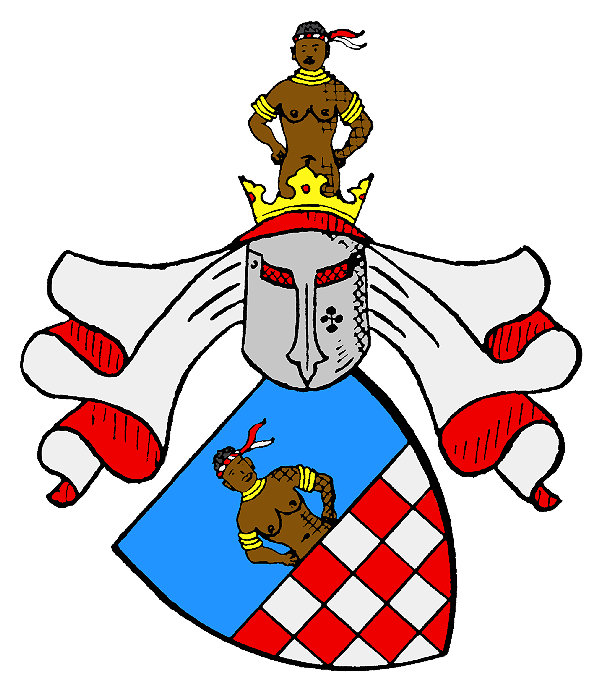
Wappen derer von Loeben, darin über Schach eine wachsende Mohrin mit eingestemmten Armen und Stirnbinde, deren Enden nach links abflattern; auf dem Helm die gleiche  Mohrin